# Apteropeda orbiculata
| binomial = Apteropeda orbiculata| binomial_authority = Marsham, 1802}
Apteropeda orbiculata là một loài bọ cánh cứng trong họ Chrysomelidae. Loài này được Marsham mô tả khoa học năm 1802.

## Hình ảnh

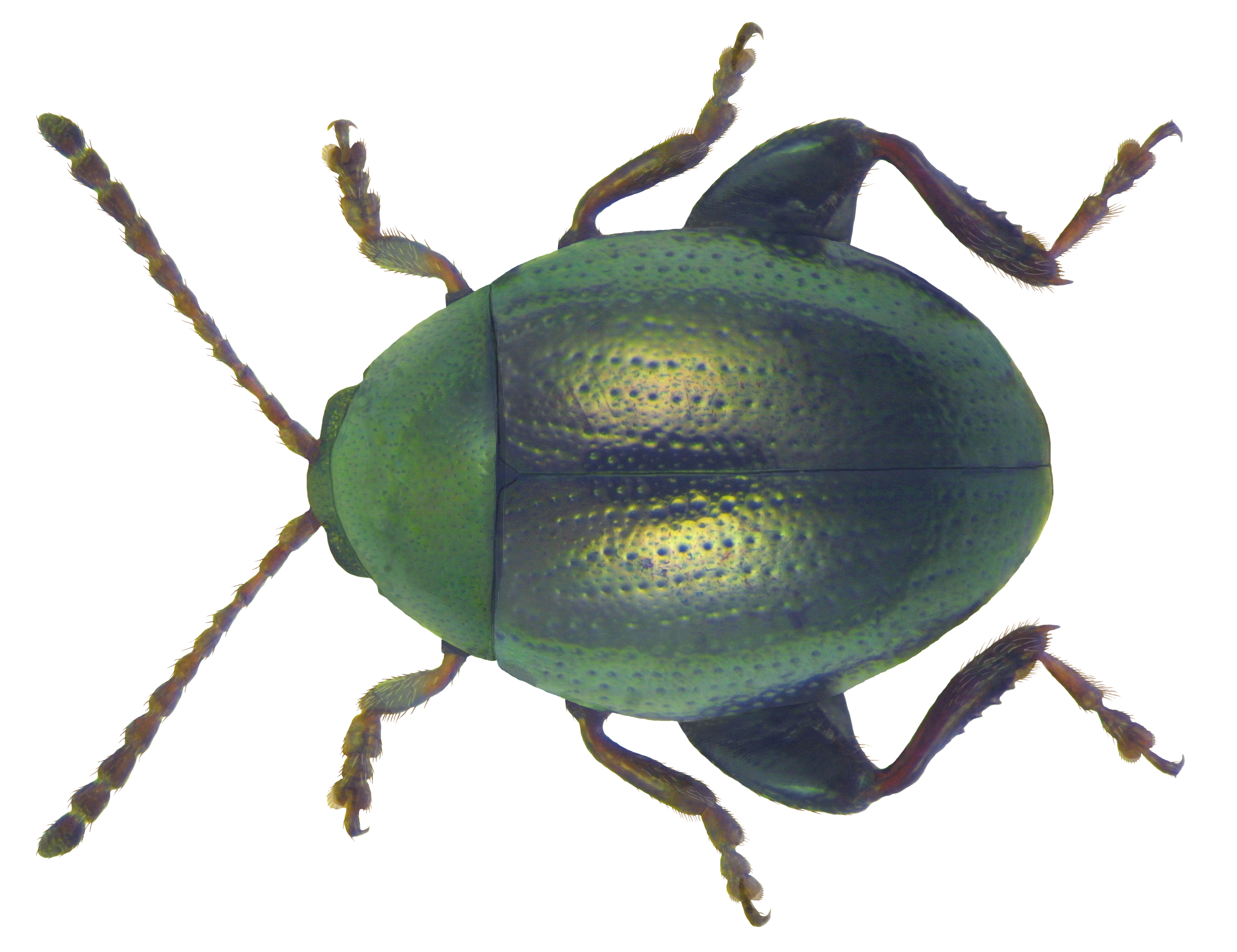